# Riu Cea
El Riu Cea és un riu del nord-oest d'Espanya, afluent del riu Esla que discorre per les províncies de Lleó, Valladolid i Zamora (en la seva major part per Lleó).
Té una longitud de 157 km i drena una conca de 2.019 km². Té un cabal mitjà de 432 hm³/any.

## Canal Cea-Carrión
El canal Cea-Carrión és un canal que permet el transvasament d'aigua dolça provinent de l'embassament de Riaño a la conca del riu Carrión. Agafa l'aigua del riu Cea a la localitat de Galleguillos de Campos.

## Municipis que travessa
- Municipi de Prioro
- Municipi de Valderrueda;
- Municipi de Fuentes de Ropel;
- Municipi de Cebanico;
- Municipi de Almanza;
- Municipi de Villamartín de Don Sancho;
- Municipi de Villaselán;
- Municipi de Cea;
- Municipi de Villamol;
- Municipi de Calzada del Coto;
- Municipi de Sahagún;
- Localitat de Melgar de Arriba;
- Localitat de Melgar de Abajo;
- Municipi de Monasterio de Vega;
- Localitat de Saelices de Mayorga;
- Municipi de Mayorga;
- Municipi de Castrobol;
- Municipi de Gordoncillo;
- Municipi de Valderas;
- Desemboca prop de Benavente al riu Esla.

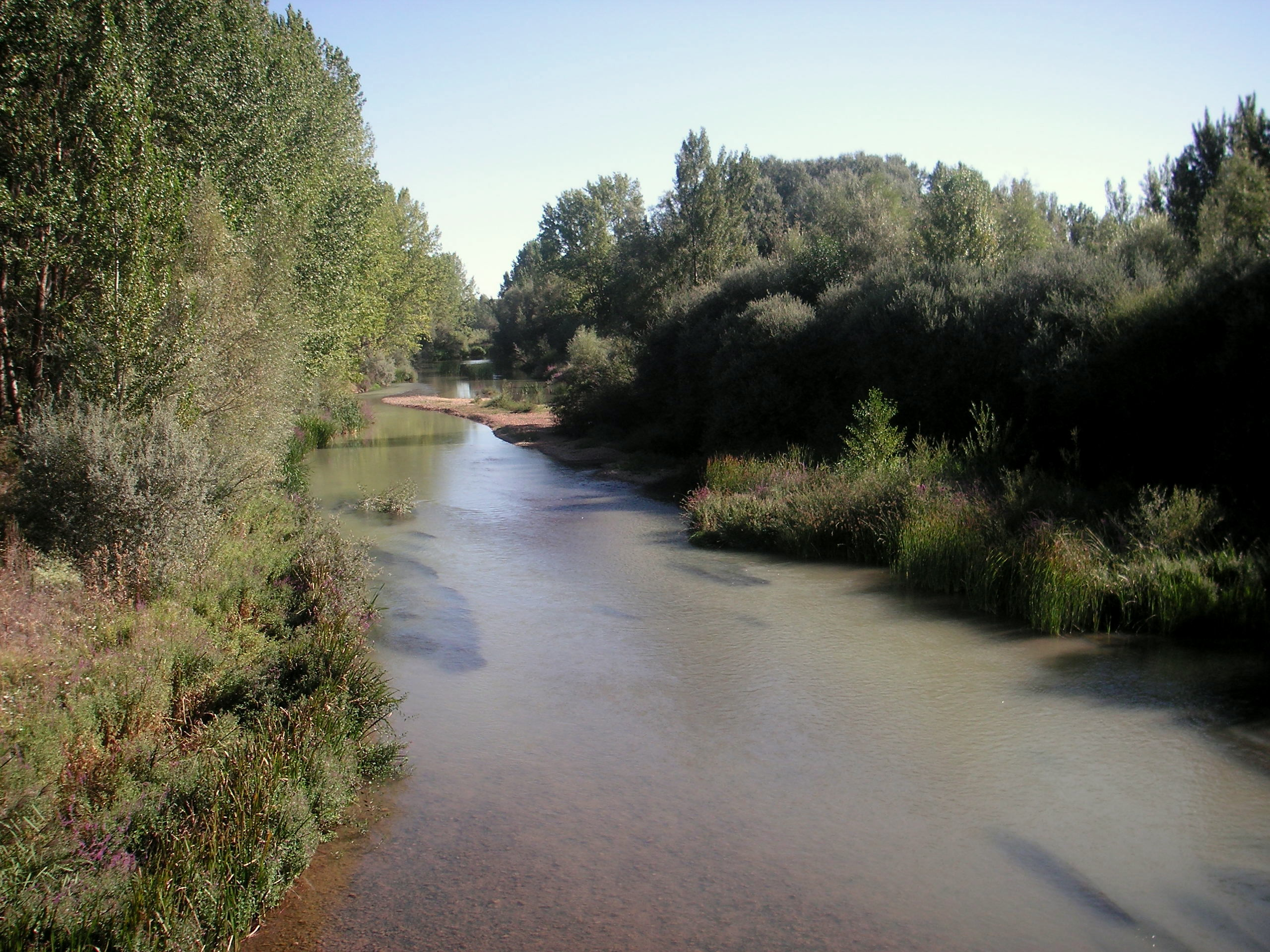
Riu Cea al seu pas per Melgar de Abajo.